# Чимбай (полководец)
Чимбай, Чимбо — монгольский военачальник, один из сподвижников Тэмуджина-Чингисхана.

## Биография
Происходил из племени сулдус, был сыном батрака Сорган-Ширы. Кроме того, у Чимбая также были брат Чилаун и сестра Хадаан. Когда молодой Тэмуджин попал в тайджиутский плен и был вынужден переходить на ночлег из юрты в юрту, Чимбай и Чилаун, когда приходила очередь ночевать у них, облегчали участь пленника, ослабляя его колодку. Когда же Тэмуджину удалось бежать, отец Чимбая и Чилауна, Сорган-Шира, заметил беглеца, но не стал выдавать, уведя от него преследователей. Когда погоня прекратилась, Тэмуджин, надеясь на дальнейшую помощь, пришёл в юрту Сорган-Ширы. Последнему это очень не понравилось, и он уже собрался было выгнать Тэмуджина, но Чимбай и Чилаун смогли отговорить отца. Они сняли и сожгли колодку, в которую был закован Тэмуджин, а его самого спрятали в телеге с шерстью, чтобы тайджиуты не смогли обнаружить беглеца. Тэмуджин прятался у семьи Сорган-Ширы, пока не появилась возможность ускакать домой.
В дальнейшем Чимбай вместе с отцом и братом пришёл к Тэмуджину на службу. Он упоминается как участник похода на меркитов 1204—1205 года: предводительствуя войском правого крыла, Чимбай осаждал меркитскую крепость Тайхал. После образования Монгольской империи, раздавая привилегии своим сподвижникам, Чингисхан даровал Чимбаю и его родне дархатство, а в качестве кочевья — меркитские земли по реке Селенге.

## В культуре